# Ghongadikoppa, Dharwad
Ghongadikoppa là một làng thuộc tehsil Dharwad, huyện Dharwad, bang Karnataka, Ấn Độ.